# Nửa mặt phẳng
Nửa mặt phẳng là một khái niệm hình học trong toán học.Khái niệm này đã được đưa vào giảng dạy trong chương trình giáo dục Trung học cơ sở ở Việt Nam.

## Mặt phẳng
Xem: Mặt phẳng
Ta có thể tìm thấy các ví dụ về mặt phẳng như: Gương phẳng, bờ tường, tờ giấy, mặt bảng, mặt bàn,...
Về mặt lý thuyết, các ví dụ trên không hoàn toàn đúng vì chúng chỉ phẳng. Các mặt phẳng luôn phẳng
(tức là không lồi, không lõm) và luôn luôn kéo dài về hai phía.Do đó, không có một ví dụ hoàn toàn đúng về mặt phẳng.
 Xem: Bờ mặt phẳng
Trong trường hợp của một mặt phẳng kéo dài vô tận, khi bị chia cắt thì đường chia cắt được gọi là bờ của mặt phẳng. Bờ của mặt phẳng chỉ có thể là một đường thẳng. Ta có hai nửa mặt phẳng. Hai nửa mặt phẳng trên được gọi là hai nửa mặt phẳng đối nhau.
Từ đó rút ra: Nửa mặt phẳng là một phần của mặt phẳng bị chia ra bởi một đường thẳng, hai nửa mặt phẳng chung một bờ được gọi là hai nửa mặt phẳng đối nhau.
Hình gồm đường thẳng a và một phần của mặt phẳng bị chia ra bởi a được gọi là một nửa mặt phẳng bờ a.
Hai nửa mặt phẳng có chung bờ được gọi là hai nửa mặt phẳng đối nhau.